# Basílica de la Merced (Barcelona)
La basílica de Nuestra Señora de la Merced y San Miguel Arcángel (en catalán: Basílica de la Mare de Déu de la Mercè i Sant Miquel Arcàngel), conocida simplemente como Basílica de la Merced (Basílica de la Mercè), es una iglesia de estilo barroco situada en la plaza de la Merced, en el Barrio Gótico de Barcelona. Se construyó entre 1765 y 1775, siendo obra del arquitecto catalán José Mas Dordal. Está dedicada a la Virgen de la Merced como patrona de la diócesis de Barcelona, siendo una de las iglesias más representativas de la Ciudad Condal.

## Historia
La actual iglesia se levanta sobre una anterior de época medieval, construida entre 1249-1267, que tuvo una ampliación en estilo gótico en los siglos XIV-XV. Pertenecía a un conjunto de iglesia y convento perteneciente a la Orden Mercedaria, pero el edificio del convento fue objeto de desamortización en 1835, convirtiéndose primero en escuela y, actualmente, en sede de la Capitanía General de la Cuarta Región Militar.

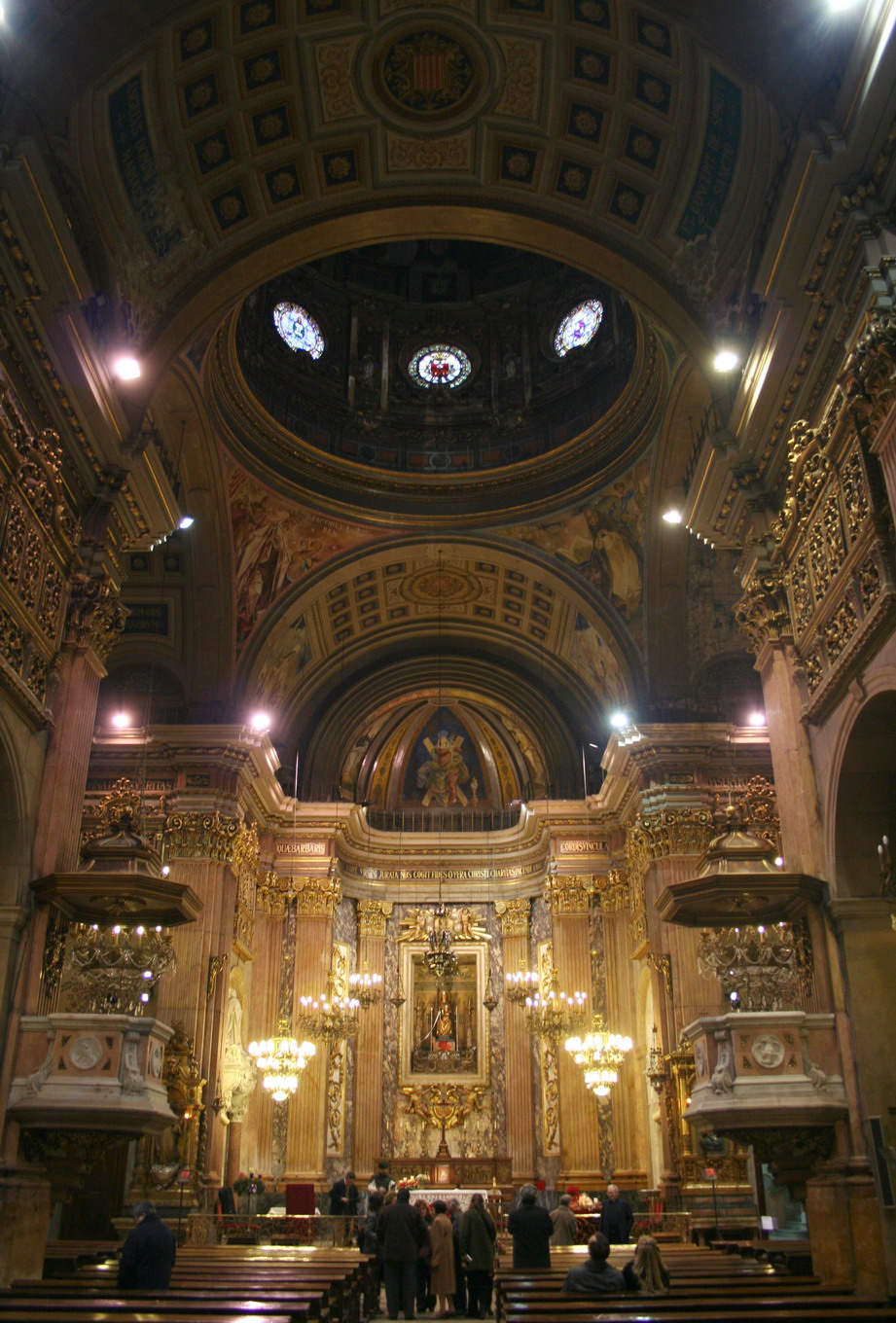
Interior de la basílica.

La iglesia se construyó con planta contrarreformista, de cruz latina, con una nave central amplia y dos naves laterales delante de las capillas, situadas entre los contrafuertes, herederos del estilo gótico, y un transepto con cúpula sobre el crucero.
El interior destaca por su monumentalidad, mitigada por su delicada decoración en estilo rococó, con ricos revestimientos en mármol y estuco y complicadas celosías en las tribunas altas. La valiosa imagen de Nuestra Señora de la Merced es una obra gótica de 1361, atribuida al escultor Pere Moragues.

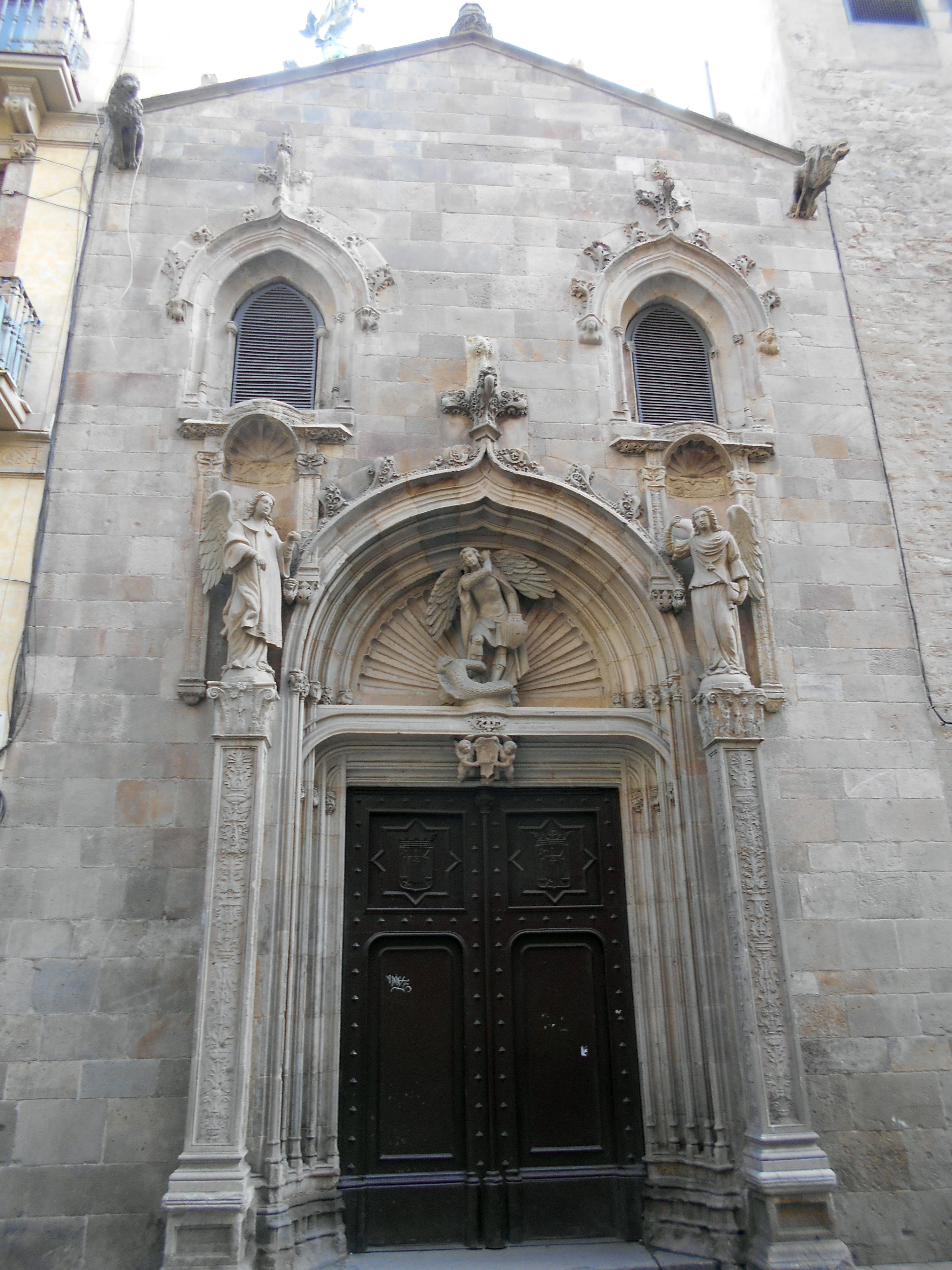
Puerta de la fachada lateral que da a la calle Ancha, trasladada de la desaparecida iglesia gótica de San Miguel.

La fachada presenta dos cuerpos de altura y está articulada por pilastras de orden corintio. Se caracteriza por su pared ondulante, de influencia borrominesca, para conseguir una mayor integración espacial y una mejor visibilidad en un espacio que en su origen era cerrado, ya que cuando se construyó no existía la actual plaza y la fachada daba a una calle bastante estrecha. Así, la utilización de formas cóncavas da espacialidad al conjunto, rompiendo la monotonía que habría significado la confrontación de dos superficies planas paralelas entre sí. Un amplio frontón triangular remata la parte superior de la fachada, reforzando así el carácter clásico de la misma. La parte escultórica de la fachada fue obra de Carles Grau.
En 1870 se instaló en el lateral de la iglesia perteneciente a la calle Ancha una fachada de estilo gótico flamígero del siglo XV trasladada de la antigua iglesia de Sant Miquel. En 1888 se construyó una gran cúpula sobre el crucero, obra de Joan Martorell, así como la capilla del Santísimo en el lado del Evangelio y un camarín para el culto de la Virgen. La cúpula se coronó con una imagen en bronce de Nuestra Señora de la Merced, obra de Maximí Sala, fundida por los anarquistas en 1936, durante la Guerra Civil, y reconstruida en 1956 por los hermanos Luciano y Miguel Oslé.
La basílica está unida mediante dos puentes con el edificio de la Capitanía General de Cataluña.
En 1918 recibió el título de basílica menor, otorgado por el papa Benedicto XV, en conmemoración del VII centenario de la aparición de la Virgen a san Pedro Nolasco, fundador de la Orden Mercedaria.
En 2018 se celebraron los 800 años de la fundación de la Orden de la Merced. También tuvo lugar en noviembre de 2018 la bendición del nuevo órgano de la basílica por arzobispo de Barcelona Juan José Omella. El órgano es obra de Gérard Grenzing y fue inaugurado con un concierto ejecutado por la organista Montserrat Torrents con motivo de las fiestas de la Merced de ese mismo año.